# XX edició de la Mostra de València
La XX edició de la Mostra de València, coneguda oficialment com a XX Mostra de València - Cinema del Mediterrani, va tenir lloc entre el 14 i el 21 d'octubre de 1999 a València. Les projeccions es van fer a les sis sales dels Cines Martí de València. Es van projectar un total de 125 pel·lícules, de les que 44 (el 35 %) no són de països mediterranis: 12 a la secció oficial, 13 a la secció informativa, 9 a l'homenatge a Sophia Loren, 7 de l'homenatge a Luis Sánchez Polack, 15 del l'homenatge a Luchino Visconti, 10 del "Cicle Cinema Iberoamericà", 8 de l'homenatge a Amparo Soler Leal, 11 del Cicle "Trashvanguardia", 18 de l'homenatge a Luis García Berlanga, 9 del Cicle Opera Prima i 13 dedicades a Vicente Escrivá, John Waters i Allan Arkush. El cartell d'aquesta edició seria fet per David García.
La gala d'inauguració fou presentada per María Abradelo i Paco Nadal amb la presència de l'homenatjada Sophia Loren. Es va projectar en primícia The Love Letter de Peter Chan. La gala de clausura va gaudir de la presència de Gerard Depardieu i Kathleen Turner, i es va projectar Agnes Browne d'Anjelica Huston. En total hi van assistir més de 34.000 espectadors.

## VIII Congrés Internacional de Música al Cinema
Alhora s'hi va celebrar el VIII Congrés Internacional de Música la Cinema, en el que es volia reconèixer el paper de la música al cinema. Fou nomenat presidenta d'honor la política valenciana María José Alcón Miquel i president honorífic Bill Conti, a qui es va retre homenatge i qui també va dirigir el concert inaugural interpretat per l'Orquestra de València al Palau de la Música de València. Hi participarien, a més, Francesco De Masi, Domenico De Gaetano, Lamberto Macchi, François Porcile, Frédéric Devreese, Javier Navarrete, Josep Solà i Sànchez, Víctor Reyes i Antonio Meliveo.

## Pel·lícules exhibides

### Secció oficial
- Gannat al shayateen d'Oussama Fawzi
- Arde, amor de Raúl Veiga
- Le Derrière de Valérie Lemercier
- Civilisées de Randa Chahal Sabbagh
- Beyrouth Fantôme de Ghassan Salhab
- Apo tin akri tis polis de Konstantinos Giannaris
- Kesher Ir de Jonathan Sagall
- Volare! de Vittorio De Sisti
- Keïd Ensa de Farida Benlyazid
- Belo odelo de Lazar Ristovski
- Les Siestes grenadine de Mahmoud Ben Mahmoud
- Propaganda de Sinan Çetin

### Secció informativa
- L'attrape-rêves d'Alain Ross
- Vénus Beauté (Institut) de Tonie Marshall
- Vuoti a perdere de Massimo Costa
- Waar blijft het licht de Stijn Coninx

### Homenatges
A Sophia Loren
- Carrusel napolità (1954) d'Ettore Giannini
- La comtessa de Hong Kong (1967) de Charles Chaplin
- La ciociara (1960) de Vittorio de Sica
- Matrimonio all’italiana (1964) de Vittorio de Sica
- El Cid (1961) d'Anthony Mann

A Luis Sánchez Polack
- Los chicos con las chicas (1967) de Javier Aguirre Fernández
- Sor Citroën (1967) de Pedro Lazaga,
- ¡¡¡A tope!!! (1983) de Tito Fernández

A Amparo Soler Leal
- Mi hija Hildegart (1977) de Fernando Fernán Gómez
- Usted puede ser un asesino (1961) de José María Forqué,
- Las bicicletas son para el verano (1984) de Jaime Chávarri
- Plácido (1961) de Luis García Berlanga
- La escopeta nacional (1978) de Luis García Berlanga
- Patrimonio nacional (1981) de Luis García Berlanga

A Luchino Visconti
- 1943: Obsessió
- 1948: La terra tremola
- 1951: Bellíssima
- 1954: Senso
- 1957: Le notti bianche
- 1960: Rocco e i suoi fratelli
- 1963: Il gattopardo
- 1965: Sandra (Vaghe stelle dell'Orsa)
- 1967: Lo straniero
- 1969: La caduta degli dei
- 1971: Morte a Venezia
- 1973: Ludwig (versió restaurada)
- 1974: Confidències
- 1976: L'innocent

Cicle Iberoamericà
- El evangelio de las maravillas (1998) d'Arturo Ripstein

Cicle Transhvanguardia
- El balcón de la luna (1962) de Luis Saslavsky
- Qui êtes-vous, Polly Maggoo ? (1966) de William Klein
- Barbarella (1968) de Roger Vadim
- Febre del dissabte nit (1977) de John Badham

A John Waters i Vicente Escrivá
- Montoyas y Tarantos (1989)
- Pink Flamingos (1972)
- Female Trouble (1974)
- Polyester (1981)
- Cry-Baby (1990)
- Una assassina molt especial (1994)

## Jurat
Fou nomenada president del jurat l'erudit Luis Gasca i la resta del tribunal va estar format per l'actriu tunisiana Sonia Mankaï, l'actriu brasilera Sonia Braga, la crítica italiana Irene Bignardi, el director turc Ferzan Özpetek i el crític espanyol Antonio Pérez Pérez.

## Premis
- Palmera d'Or (2.000.000 pessetes): Kesher Ir de Jonathan Sagall [10][11]
- Palmera de Plata (800.000 pessetes): Propaganda de Sinan Çetin
- Palmera de Bronze (500.000 pessetes): Le Derrière de Valérie Lemercier
- Premi Pierre Kast al millor guió: Jonathan Sagall per Kesher Ir
- Menció a la millor interpretació femenina: Rosana Pastor per Arde, amor de Raúl Veiga
- Menció a la millor interpretació masculina: Claude Rich i Dieudonné per Le Derrière de Valérie Lemercier
- Menció a la millor banda sonora: Ismaël Lô per Les Siestes grenadine de Mahmoud Ben Mahmoud
- Menció a la millor fotografia: Milorad Glušica per Belo odelo de Lazar Ristovski
- Premi del Públic: Waar blijft het licht de Stijn Coninx
- Premi Opera Prima: Solas de Benito Zambrano